# Parti national du peuple (Curaçao)
Pour les articles homonymes, voir Parti national du peuple.
Le Parti national du peuple (en néerlandais Nationale Volkspartij, en Papiamento Partido Nashonal di Pueblo, abrégé en PNP) est un parti politique de Curaçao, membre de l'Organisation démocrate-chrétienne d'Amérique.